# Lista de cruzadores de batalha da Alemanha

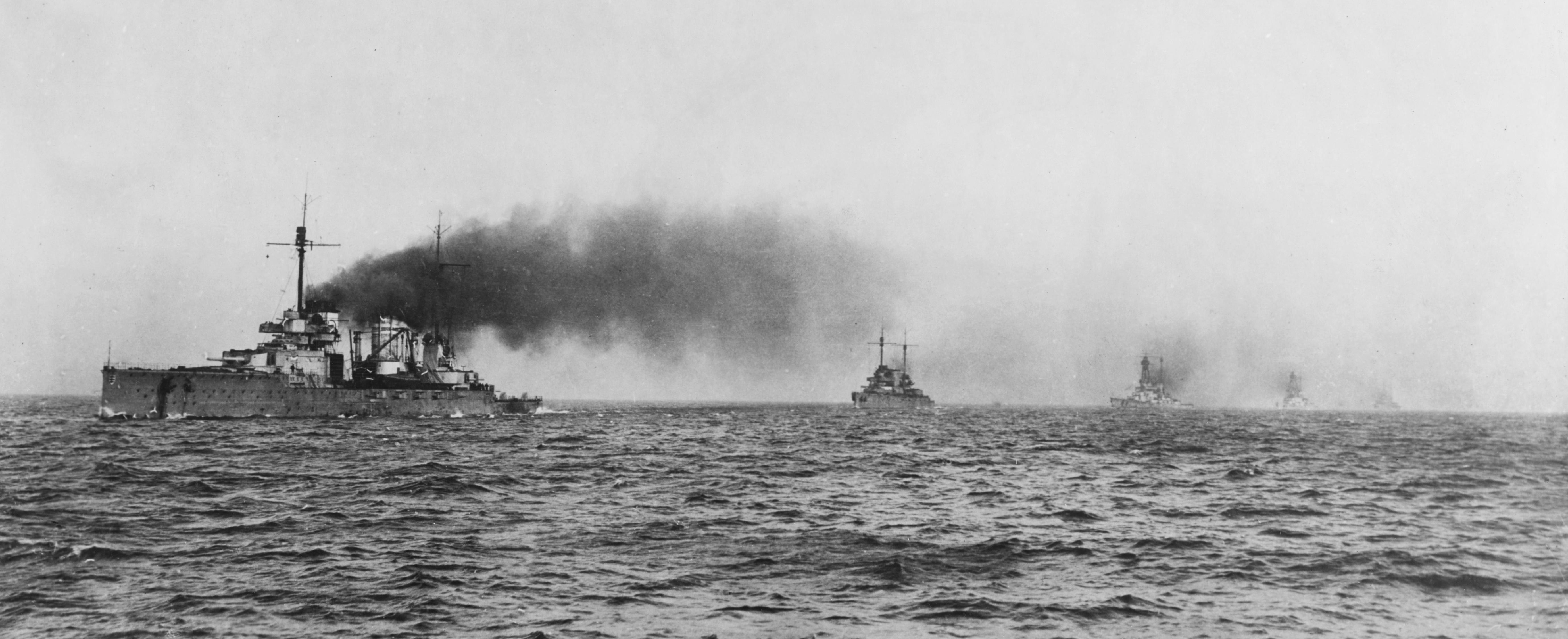
O Seydlitz, Moltke, Hindenburg, Derfflinger e Von der Tann seguindo para serem internados em Scapa Flow em 21 de novembro de 1918

A Marinha Imperial Alemã construiu e planejou uma série de cruzadores de batalha nas décadas de 1900 e 1910. Seus projetos foram sempre influenciados pelo desejo do alto comando naval alemão de que eles deveriam lutar junto com os couraçados na linha de batalha. A primeira embarcação foi o SMS Von der Tann, construído em resposta aos primeiros cruzadores de batalha britânicos. Ele foi sucedido pela Classe Moltke e pelo SMS Seydlitz, que adotaram em seus projetos apenas pequenos melhoramentos incrementais, como um maior número de canhões principais e um esquema de blindagem mais pesado. Os últimos navios construídos foram aqueles da Classe Derfflinger, que incorporaram armas ainda maiores.
Em seguida veio a Classe Mackensen, cujo projeto incorporaria um armamento principal com canhões maiores e mais poderosos. Sete embarcações foram planejadas, porém as três últimas tiveram seu projeto alterado depois da Marinha Imperial ter descoberto sobre novos cruzadores de batalha sendo construídos e planejados por norte-americanos e britânicos, que seriam mais poderosos que os seus. Desta forma, esses navios tornaram-se a Classe Ersatz Yorck. O andamento da Primeira Guerra Mundial impediu que esses cruzadores de batalha fossem finalizados. A sucessora Marinha de Guerra planejou mais cruzadores de batalha no final da década de 1930, a Classe O, para atacar navios mercantes inimigos, mas o andamento da Segunda Guerra Mundial também impediu que fossem construídos.
Os cruzadores de batalha alemães serviram na Primeira Guerra Mundial, a maioria no Mar do Norte realizando incursões contra o litoral britânico entre 1914 e 1916. Estas ações culminaram na Batalha da Jutlândia em 1916, quando os navios conseguiram afundar três dos cruzadores de batalha britânicos. Entretanto, o SMS Lützow foi seriamente danificado durante a mesma batalha e precisou ser afundado. Os navios sobreviventes pouco fizeram pelo restante do conflito. Todos foram internados na base britânica de Scapa Flow em novembro de 1918 depois da derrota da Alemanha. Eles foram deliberadamente afundados em julho de 1919 para que não fossem tomados pelos Aliados, com seus destroços sendo reflutuados e desmontados pelas décadas seguintes. O SMS Goeben estava no Mar Mediterrâneo quando a guerra começou e foi transferido para a Marinha Otomana, lutando contra a Marinha Imperial Russa no Mar Negro. Continuou sob posse otomana após a guerra e serviu até 1950, sendo desmontado na década de 1970.
| Armas principais | Número e tamanho dos canhões da bateria principal         |
| Deslocamento     | Deslocamento do navio totalmente carregado                |
| Propulsão        | Número e tipo do sistema de propulsão e velocidade máxima |
| Batimento        | Data em que o batimento de quilha ocorreu                 |
| Lançamento       | Data em que o navio foi lançado ao mar                    |
| Comissionamento  | Data em que o navio foi comissionado em serviço           |
| Destino          | Fim que o navio teve                                      |

## SMSVon der Tann

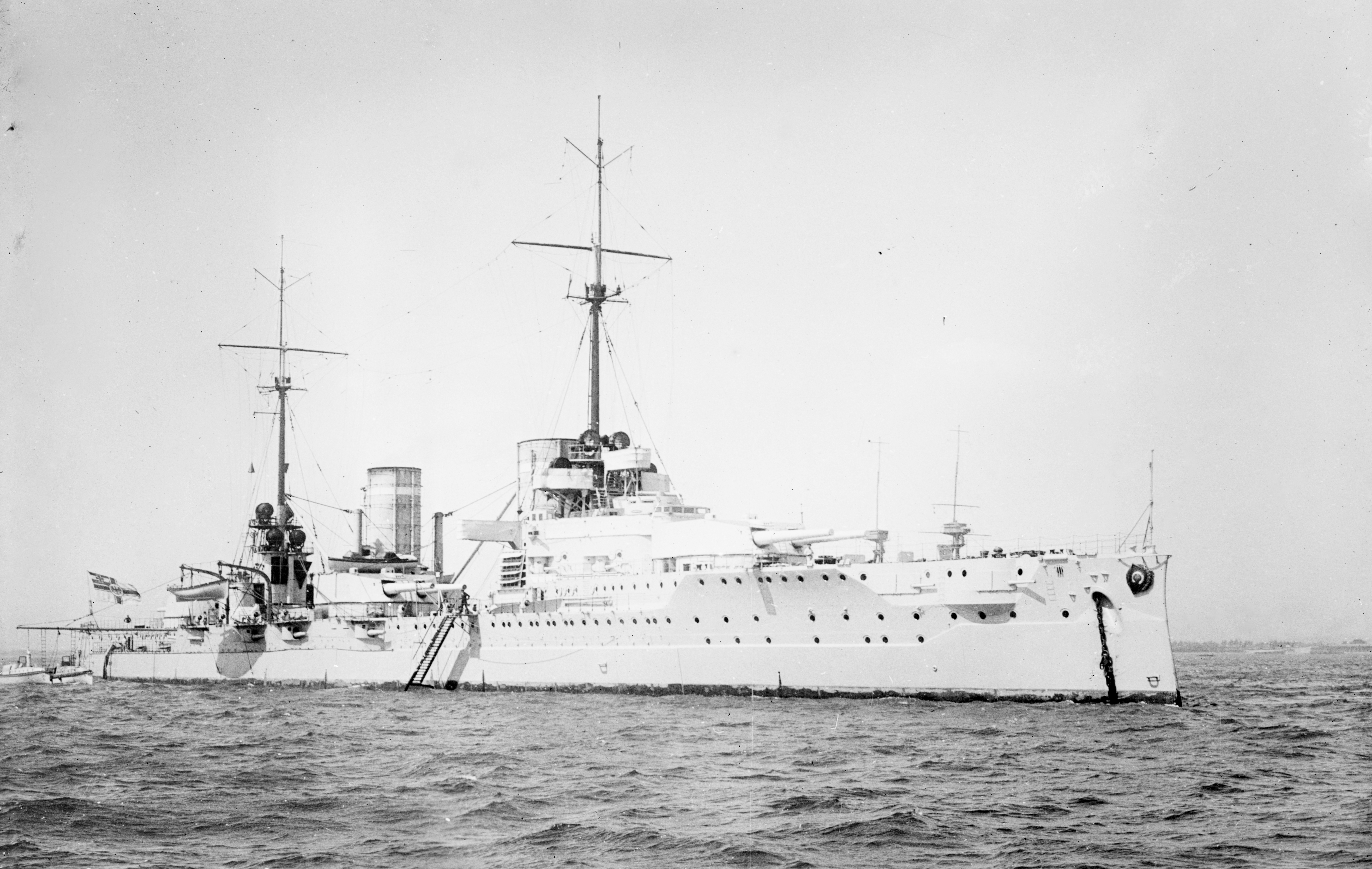
O SMS Von der Tann em 1911

O Von der Tann foi o primeiro cruzador de batalha da Marinha Imperial Alemã e sua construção foi uma resposta aos cruzadores de batalha britânicos da Classe Invincible. Seu processo de projeto foi contencioso, com uma facção dentro do Escritório Naval Imperial liderada pelo almirante Alfred von Tirpitz defendendo seguir o exemplo britânico de um navio de alta velocidade, blindagem relativamente leve e armas grandes, enquanto outra facção que incluía o imperador Guilherme II defendia que a inferioridade numérica alemã necessitava que a nova embarcação tivesse forte blindagem para poder atuar também na linha de batalha junto com os couraçados. Esta segunda prevaleceu e o Von der Tann sacrificou canhões grandes para compensar o peso maior da blindagem.
O Von der Tann teve um início de carreira tranquilo, que consistiu em exercícios de rotina e viagens internacionais. A Primeira Guerra Mundial começou em 1914 e o navio esteve presente na maioria das operações navais alemãs no conflito. Ele realizou várias incursões contra o litoral britânicos em 1914 e 1915, estando presente em 1916 na Batalha da Jutlândia. Nesta, alvejou o cruzador de batalha britânico HMS Indefatigable, afundando-o depois de um de seus projéteis ter causado uma explosão em um depósito de munição. Pouco fez depois disso até o fim da guerra em 1918. A Alemanha foi derrotada e o Von der Tann internado na base britânica de Scapa Flow junto com o resto da Frota de Alto-Mar. Foi deliberadamente afundado por sua própria tripulação em 1919 para que não fosse tomado. Seus destroços foram reflutuados em 1930 e desmontados entre 1931 e 1934.
| Navio            | Armas principais | Deslocamento | Propulsão                            | Serviço       | Serviço       | Serviço          | Serviço                 |
| Navio            | Armas principais | Deslocamento | Propulsão                            | Batimento     | Lançamento    | Comissionamento  | Destino                 |
| ---------------- | ---------------- | ------------ | ------------------------------------ | ------------- | ------------- | ---------------- | ----------------------- |
| SMS Von der Tann | 8 × 283 mm       | 21 300 t     | 4 turbinas a vapor; 24 nós (44 km/h) | março de 1908 | março de 1909 | setembro de 1910 | Desmontado em 1931–1934 |

## ClasseMoltke

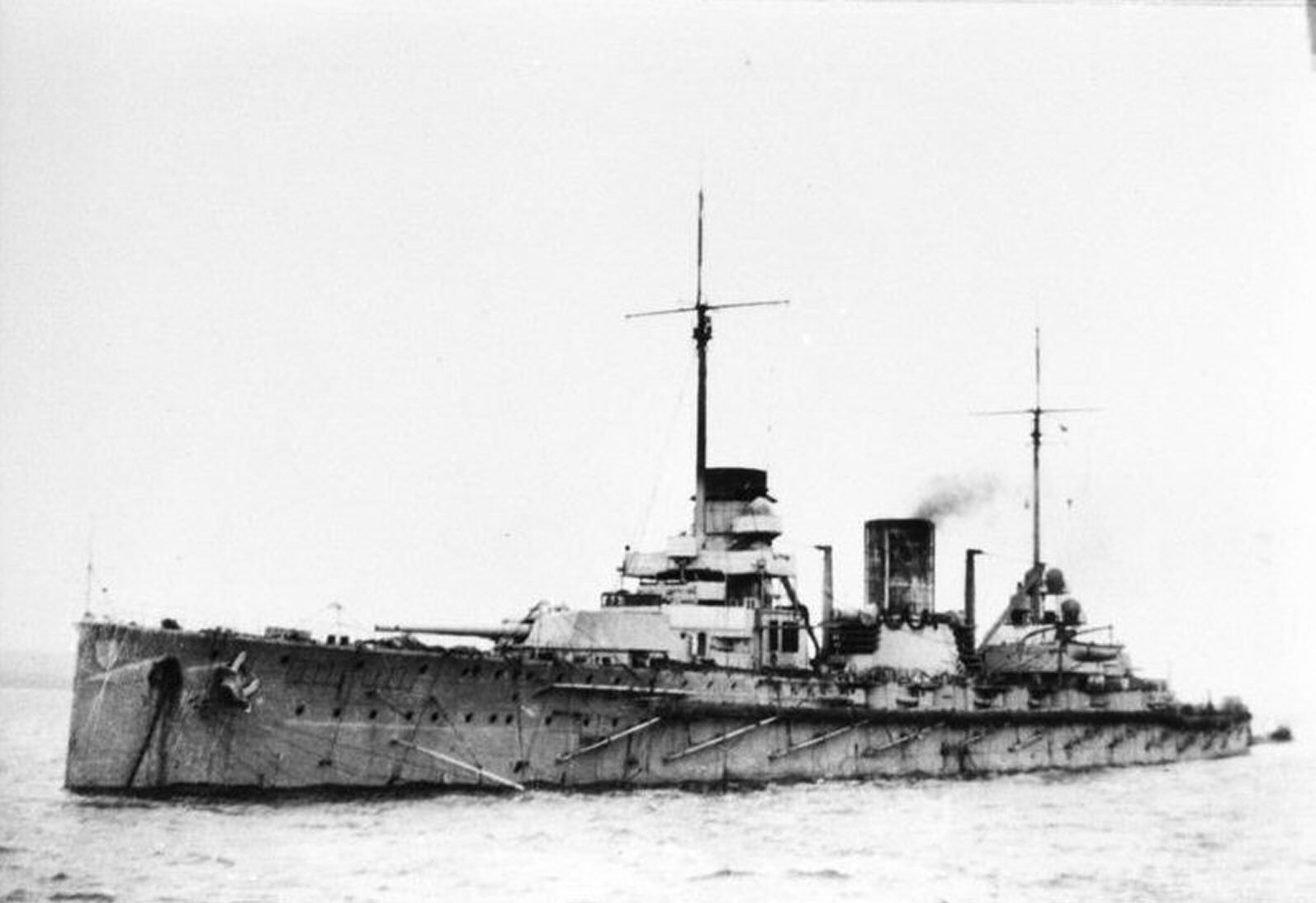
O SMS Goeben c. 1912–1914

O projeto da Classe Moltke foi muito baseado no predecessor Von der Tann, mas incorporando alguns melhoramentos como um comprimento maior e um esquema de blindagem mais pesado. Houve várias discussões se o tamanho dos canhões principais deveria aumentar para 305 milímetros ou se as armas de 283 milímetros deveriam ser mantidas, mas com seu número aumentado para um total de dez. A segunda opção acabou sendo a escolhida, com novas versões com canos mais compridos também sendo adotadas. Isto aumentou a velocidade de saída dos projéteis, o que por sua vez proporcionou maior penetração de blindagem.
Os dois navios tiveram carreiras tranquilas em tempos de paz, ocupando-se de exercícios de rotina e cruzeiros de treinamento. Com o início da Primeira Guerra Mundial o Moltke participou de várias incursões contra o litoral britânico, participando das Batalhas de Dogger Bank e Golfo de Riga em 1915, da Batalha da Jutlândia em 1916 e da Operação Albion em 1917. Com a derrota da Alemanha em 1918 foi internado em Scapa Flow, sendo deliberadamente afundado em 1919; foi reflutuado em 1927 e desmontado até 1929. Já o Goeben estava no Mar Mediterrâneo quando a guerra começou, fugindo para Constantinopla. Foi transferido para a Marinha Otomana e renomeado Yavuz Sultan Selim, porém continuou sob uma tripulação alemã. Pelo restante da guerra participou de operações contra a Marinha Imperial Russa no Mar Negro. Permaneceu sob controle otomano depois da guerra, sendo renomeado Yavuz em 1936 e servindo até ser tirado de serviço em 1950 e desmontado entre 1973 e 1976.
| Navio      | Armas principais | Deslocamento | Propulsão                            | Serviço          | Serviço       | Serviço         | Serviço                 |
| Navio      | Armas principais | Deslocamento | Propulsão                            | Batimento        | Lançamento    | Comissionamento | Destino                 |
| ---------- | ---------------- | ------------ | ------------------------------------ | ---------------- | ------------- | --------------- | ----------------------- |
| SMS Moltke | 10 × 283 mm      | 25 400 t     | 4 turbinas a vapor; 28 nós (52 km/h) | dezembro de 1908 | abril de 1910 | agosto de 1911  | Desmontado em 1927–1929 |
| SMS Goeben | 10 × 283 mm      | 25 400 t     | 4 turbinas a vapor; 28 nós (52 km/h) | agosto de 1909   | março de 1911 | julho de 1912   | Desmontado em 1973–1976 |

## SMSSeydlitz

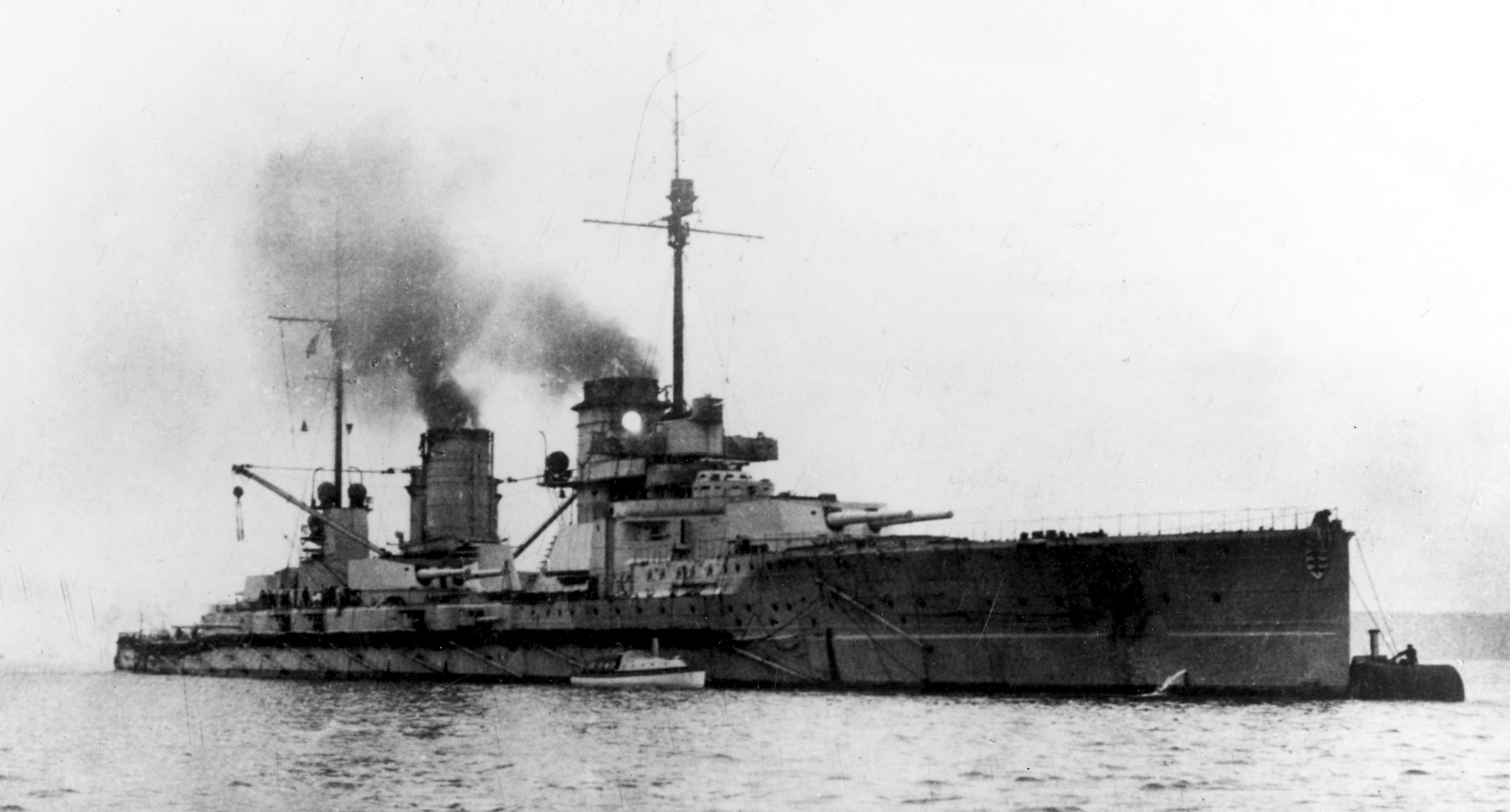
O SMS Seydlitz em 1914

O projeto do Seydlitz foi baseado na predecessora Classe Moltke, mas representou apenas uma melhora incremental em relação a esta porque a Dieta Imperial negou um aumento de orçamento para o próximo cruzador de batalha. As únicas melhoras em relação à Classe Moltke ocorreram apenas porque Tirpitz conseguiu economizar dinheiro na compra de aço por meio de descontos, dando um pequeno espaço para alterar o projeto, incorporando uma blindagem ligeiramente mais espessa e um castelo de proa mais elevado para melhorar a navegabilidade. Tirpitz novamente defendeu um navio mais ao estilo britânico, porém mais uma vez foi rejeitado.
O Seydlitz realizou exercícios com a Frota de Alto-Mar durante tempos de paz. Participou da maioria das ações navais na Primeira Guerra Mundial. Participou em 1915 da Batalha de Dogger Bank, sendo quase destruído por um acerto do cruzador de batalha britânico HMS Lion. No ano seguinte esteve na Batalha da Jutlândia, ajudando a afundar o cruzador de batalha HMS Queen Mary junto com o Derfflinger. O Seydlitz foi seriamente danificado na batalha e quase não conseguiu retornar para casa, ficando sob reparos por meses. Pouco fez depois disso e ao final da guerra foi internado em Scapa Flow. Foi deliberadamente afundado em 1919, reflutuado em 1928 e desmontado até 1930.
| Navio        | Armas principais | Deslocamento | Propulsão                            | Serviço           | Serviço       | Serviço         | Serviço                 |
| Navio        | Armas principais | Deslocamento | Propulsão                            | Batimento         | Lançamento    | Comissionamento | Destino                 |
| ------------ | ---------------- | ------------ | ------------------------------------ | ----------------- | ------------- | --------------- | ----------------------- |
| SMS Seydlitz | 10 × 283 mm      | 28 550 t     | 4 turbinas a vapor; 28 nós (52 km/h) | fevereiro de 1911 | março de 1912 | maio de 1913    | Desmontado em 1928–1930 |

## ClasseDerfflinger

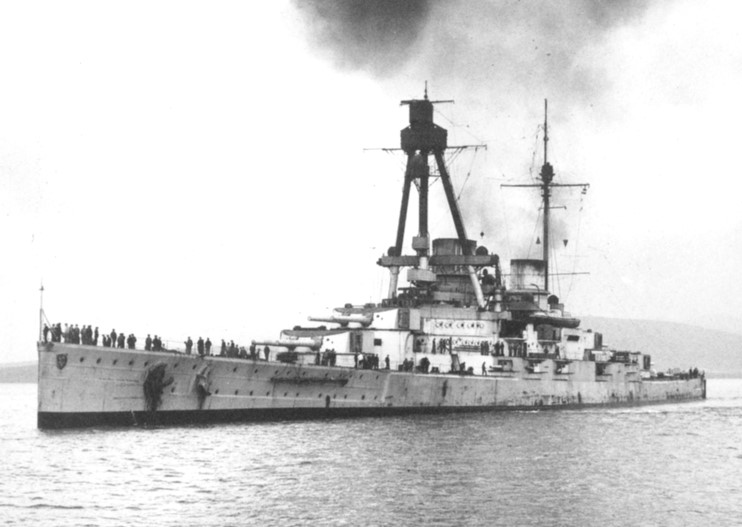
O SMS Derfflinger c. 1918–1919

A Classe Derfflinger foi o resultado de pressões que a Dieta Imperial sofreu para conceder um orçamento adicional para a Marinha Imperial devido à indignação pública sobre a Crise de Agadir de 1911. Seu projeto manteve o mesmo esquema de blindagem do Seydlitz, porém foi armado com uma bateria principal mais poderosa de canhões de 305 milímetros. O Hindenburg, o último membro da classe, foi construído com um projeto levemente modificado, possuindo dimensões maiores que seus dois navios irmãos.
Os membros da classe entraram em serviço depois do início da Primeira Guerra Mundial. O Derfflinger participou da maioria das ações navais alemãs, incluindo as Batalhas de Dogger Bank e Jutlândia. Nesta última, ajudou a afundar o Queen Mary junto com o Seydlitz. Mais adiante no confronto o Derfflinger e o Lützow afundaram o cruzador de batalha HMS Invincible. Entretanto, o Lützow foi seriamente danificado na batalha e precisou ser deliberadamente afundado no dia seguinte. A construção do Hindenburg foi atrasada pelo andamento da guerra e ele entrou em serviço muito tarde para poder participar de alguma ação. Os dois sobreviventes foram internados em Scapa Flow em 1918 após a derrota alemã e deliberadamente afundados por suas tripulações no ano seguinte para não serem tomados. O Hindenburg foi reflutuado em 1930 e desmontado até 1932, enquanto o Derfflinger foi reflutuado em 1939 e desmontado entre 1946 e 1948.
| Navio           | Armas principais | Deslocamento | Propulsão                            | Serviço         | Serviço          | Serviço          | Serviço                 |
| Navio           | Armas principais | Deslocamento | Propulsão                            | Batimento       | Lançamento       | Comissionamento  | Destino                 |
| --------------- | ---------------- | ------------ | ------------------------------------ | --------------- | ---------------- | ---------------- | ----------------------- |
| SMS Derfflinger | 8 × 305 mm       | 31 200 t     | 4 turbinas a vapor; 26 nós (48 km/h) | janeiro de 1912 | julho de 1913    | setembro de 1914 | Desmontado em 1946–1948 |
| SMS Lützow      | 8 × 305 mm       | 31 200 t     | 4 turbinas a vapor; 26 nós (48 km/h) | maio de 1912    | novembro de 1913 | agosto de 1915   | Afundado em 1916        |
| SMS Hindenburg  | 8 × 305 mm       | 31 500 t     | 4 turbinas a vapor; 26 nós (48 km/h) | outubro de 1913 | agosto de 1915   | maio de 1917     | Desmontado em 1930–1932 |

## ClasseMackensen

Desenho da Classe Mackensen

O projeto da Classe Mackensen foi baseado na predecessora Classe Derfflinger. Houve várias discussões sobre o tamanho dos canhões principais que seriam instalados nos navios, com diferentes facções dentro do alto comando naval alemão defendendo manter as armas de 305 milímetros dos navios anteriores ou aumentar para 380 milímetros. Um canhão de 350 milímetros foi escolhido como meio-termo. O tamanho do projeto foi limitado pela infraestrutura naval alemã da época. Sete navios foram originalmente planejados, mas os três últimos tiveram seu projeto alterado e se tornaram a sucessora Classe Ersatz Yorck. Suas construções começaram alguns meses depois do início da Primeira Guerra Mundial, porém o ritmo das foi gradualmente diminuindo porque a prioridade da construção naval passou a ser submarinos em vez de navios capitais. Suas construções foram paralisadas no início de 1918 e eles acabaram cancelados com o final da guerra. Todos os seus cascos incompletos foram desmontados entre 1921 e 1922.
| Navio                 | Armas principais | Deslocamento | Propulsão                            | Serviço          | Serviço          | Serviço         | Serviço                 |
| Navio                 | Armas principais | Deslocamento | Propulsão                            | Batimento        | Lançamento       | Comissionamento | Destino                 |
| --------------------- | ---------------- | ------------ | ------------------------------------ | ---------------- | ---------------- | --------------- | ----------------------- |
| SMS Mackensen         | 8 × 350 mm       | 35 300 t     | 4 turbinas a vapor; 28 nós (52 km/h) | janeiro de 1915  | abril de 1917    | —               | Desmontado em 1922      |
| SMS Graf Spee         | 8 × 350 mm       | 35 300 t     | 4 turbinas a vapor; 28 nós (52 km/h) | novembro de 1915 | setembro de 1917 | —               | Desmontado em 1921–1922 |
| Ersatz Freya          | 8 × 350 mm       | 35 300 t     | 4 turbinas a vapor; 28 nós (52 km/h) | maio de 1915     | março de 1920    | —               | Desmontado em 1921      |
| Ersatz Friedrich Carl | 8 × 350 mm       | 35 300 t     | 4 turbinas a vapor; 28 nós (52 km/h) | novembro de 1915 | —                | —               | Desmontado em 1922      |

## ClasseErsatz Yorck

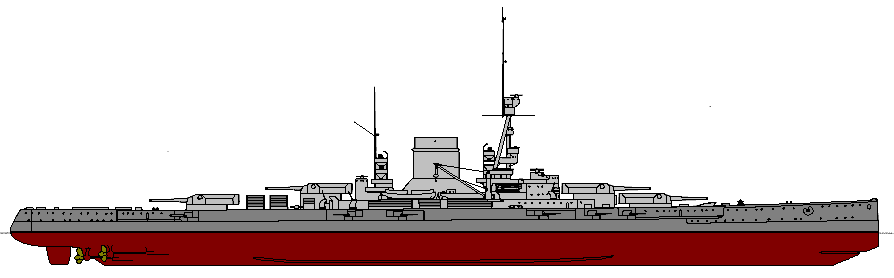
Desenho da Classe Ersatz Yorck

Os navios da Classe Ersatz Yorck foram originalmente concebidos como membros da predecessora Classe Mackensen, porém seu projeto foi alterado em janeiro de 1917 para que sua bateria principal passasse a ser de canhões de 380 milímetros. Isto ocorreu porque a Marinha Imperial descobriu que os cruzadores de batalha norte-americanos da Classe Lexington e os britânicos da Classe Renown seriam armados com canhões de 406 e 381 milímetros, respectivamente. Com exceção das armas principais, os navios seriam bem similares à Classe Mackensen, mas com exaustão das caldeiras sendo expelida por uma única chaminé larga em vez de duas. Apenas o primeiro navio teve sua construção iniciada, mas os trabalhos não avançaram muito devido ao andamento da Primeira Guerra Mundial e pelo fato da prioridade na construção naval alemã ter passado a ser submarinos. Eles foram cancelados no início de 1918.
| Navio              | Armas principais | Deslocamento | Propulsão                            | Serviço       | Serviço    | Serviço         | Serviço            |
| Navio              | Armas principais | Deslocamento | Propulsão                            | Batimento     | Lançamento | Comissionamento | Destino            |
| ------------------ | ---------------- | ------------ | ------------------------------------ | ------------- | ---------- | --------------- | ------------------ |
| Ersatz Yorck       | 8 × 380 mm       | 38 000 t     | 4 turbinas a vapor; 27 nós (50 km/h) | junho de 1916 | —          | —               | Cancelados em 1918 |
| Ersatz Gneisenau   | 8 × 380 mm       | 38 000 t     | 4 turbinas a vapor; 27 nós (50 km/h) | —             | —          | —               | Cancelados em 1918 |
| Ersatz Scharnhorst | 8 × 380 mm       | 38 000 t     | 4 turbinas a vapor; 27 nós (50 km/h) | —             | —          | —               | Cancelados em 1918 |

## Classe O

Desenho da Classe O

A Marinha de Guerra, sucessora da Marinha Imperial, desenvolveu os cruzadores pesados da Classe P em 1937 com poder de fogo, blindagem e velocidade suficientes para caçarem cruzadores inimigos e escaparem de couraçados. Entretanto, os projetistas tiveram dificuldades em colocar todos esses requisitos dentro do deslocamento especificado e foi determinado que os canhões planejados de 283 milímetros seriam ineficientes. Consequentemente, foi decidido abandonar os cruzadores pesados em favor de cruzadores de batalha armados com canhões de 380 milímetros e com dimensões maiores. Estes navios se tornariam a Classe O, cuja intenção era para que fossem usados como corsários contra embarcações mercantes inimigas. Os projetos foram finalizados em 1940, porém suas obras nunca foram iniciadas por outras prioridades de construção devido ao andamento da Segunda Guerra Mundial.
| Navio | Armas principais | Deslocamento | Propulsão                                               | Serviço   | Serviço    | Serviço         | Serviço            |
| Navio | Armas principais | Deslocamento | Propulsão                                               | Batimento | Lançamento | Comissionamento | Destino            |
| ----- | ---------------- | ------------ | ------------------------------------------------------- | --------- | ---------- | --------------- | ------------------ |
| O     | 6 × 380 mm       | 36 000 t     | 8 motores a diesel, 1 turbina a vapor; 35 nós (65 km/h) | —         | —          | —               | Cancelados em 1940 |
| P     | 6 × 380 mm       | 36 000 t     | 8 motores a diesel, 1 turbina a vapor; 35 nós (65 km/h) | —         | —          | —               | Cancelados em 1940 |
| Q     | 6 × 380 mm       | 36 000 t     | 8 motores a diesel, 1 turbina a vapor; 35 nós (65 km/h) | —         | —          | —               | Cancelados em 1940 |

### Citações
1. ↑   Staff 2006, pp. 3–5
2. ↑   Dodson 2016, pp. 77–80
3. ↑   Dodson 2016, p. 80
4. 1 2   Staff 2006, pp. 9–11
5. ↑   Tarrant 2001, pp. 97–102, 119
6. 1 2 3 4 5 6   Gröner 1990, p. 54
7. ↑   Gröner 1990, p. 53
8. ↑   Staff 2006, p. 5
9. ↑   Staff 2006, pp. 11–12
10. ↑   Dodson 2016, pp. 82–83
11. ↑   Staff 2006, pp. 14–20
12. ↑   Staff 2006, p. 12
13. 1 2   Gröner 1990, p. 55
14. ↑   Staff 2006, pp. 20–21
15. ↑   Staff 2006, pp. 23–24
16. ↑   Tarrant 2001, pp. 100–101, 113, 118–119, 126, 137, 296, 298
17. ↑   Staff 2006, p. 33
18. ↑   Herwig 1998, p. 256
19. 1 2 3 4   Gröner 1990, p. 56
20. ↑   Staff 2006, p. 21
21. ↑   Herwig 1998, p. 77
22. ↑   Staff 2006, p. 34
23. 1 2   Staff 2006, p. 35
24. ↑   Hore 2006, p. 73
25. 1 2   Gröner 1990, p. 57
26. ↑   Campbell 1987, p. 37
27. ↑   Hildebrand, Röhr & Steinmetz 1993, p. 31
28. ↑   Herwig 1998, pp. 200–202
29. ↑   Gröner 1990, pp. 58–59
30. ↑   Staff 2014, p. 323
31. ↑   Weir 1992, pp. 178–179
32. 1 2 3 4 5   Gröner 1990, p. 58
33. 1 2 3 4 5 6   Gröner 1990, p. 59
34. 1 2   Staff 2014, p. 324
35. ↑   Weir 1992, p. 179
36. ↑   Garzke & Dulin 1985, pp. 351–354
37. 1 2 3 4   Gröner 1990, p. 68